# 儀式 (書物)
儀式（ぎしき）とは、本来は律令制の朝廷における公務・宮中行事に際しての礼儀作法のことであるが、後にはこうした作法を規定した編纂物・書物のことを「儀式」と呼ぶようになった。なお、平安時代には三代格式と合わせて三代儀式（さんだいぎしき）が編纂されたとする説もあるが、近年ではこれを疑問視する意見も出されている。

## 概要
大化の改新以後、唐の影響を受けた様々な制度・行事・儀礼が行われるようになり、その際の様々な礼儀作法が定められるようになった。本来の儀式はこうした礼儀作法を指す。『続日本紀』によれば、文武天皇2年（698年）に朝儀の礼、天平20年（748年）に釋奠の礼を定めたことが記されている。
その一方で新しい儀式の増加に対応するためにそれらの規定を集成・整備する動きも現れた。その結果、生み出された儀式の集大成が「儀式」である。
「儀式」のモデルになったのは、唐における礼制の集大成である礼書であったと考えられているが、日本の「儀式」は律令格式と重複する部分を削り、法令で定めるのには不適切な純粋な礼儀作法の記述に特化している。逆に弘仁式や延喜式には序文において、儀礼については省略したことを明記している。一方、貞観式では序文（現在は『類聚国史』所収）に式とは別に儀式次第を作成することが明記されており、「貞観儀式」（もしくは単に「“儀式”」）がそれにあたると考えられている。
その一方で、格式編纂時には同時に交替式と「儀式」が編纂されたと信じられ、古くは「弘仁儀式」・「貞観儀式」・「延喜儀式」からなる三代儀式が存在したと信じられていた。だが、弘仁年間に編纂されたのは、「内裏式」及び「内裏儀式」であり、「弘仁儀式」という題名の儀式は存在しなかったとされている。一方、「延喜儀式」についても逸文とされるものは残されているものの、それらが実際の宮中行事に活用されたという当時の記録は無く、未完成あるいは後世の仮託とする見解もある。従って確実に存在したと言えるのは「貞観儀式」のみであるが、その題名について単に「“儀式”」であるとする異説もあり、実際に「貞観儀式」という名称が用いられていたかは不明である。ただし、これらの指摘は三代格式と対となる三代儀式の編纂あるいは存在が否定されたに過ぎず、格式の編纂も「儀式」の編纂もともに律令法の補完を目的として行われた事業であることから、格式の編纂と単独事業として行われた内裏式や貞観儀式の編纂との間には、何らかの関連性があったと考えられている。
実際に効力を持っていたと考えられている「儀式」としては、弘仁11年（820年）に嵯峨天皇に完成が上奏された「内裏式」とほぼ相前後して編纂された「内裏儀式」（前後関係については不明）があり、続いて貞観年間に編纂された「貞観儀式」（「“儀式”」）、村上天皇の頃に作成された「新儀式」が知られている。また、平安時代中期以後には『西宮記』・『北山抄』のような私撰の儀式も作成されるようになった。